# Прапор і герб кантону Ааргау
Герб швейцарського кантону Ааргау являє собою щит розділений на чорний і синій. Геральдично праворуч білим кольором (геральдично: срібним) зображено річку, ліворуч геральдично три білі зірки.
Його було введено в 1803 році, незабаром після заснування кантону. Офіційне затвердження герба, який використовується до сьогодні, відбулося в 1930 році.
Прапор має аналогічне зображення прямокутної форми.

## Геральдичний опис герба
Блазонування герба згідно з Мюлеманном (1977) говорить: срібний гребінь хвилі, розділений чорним праворуч, і три п’ятикутні срібні зірки синього кольору ліворуч.  При введенні герба кількість хвилястих ліній їх розташування та кількість країв зірок не вказувалися, було описано лише: вертикально розділений щит; На передньому чорному полі зображена срібна (біла) річка, що протікає через нього, на задньому синьому полі — три срібні (білі) зірки.
Вексилологічний опис прапора Ааргау такий: «Щит розсічений: праворуч на чорному тлі срібний гребінь хвилі, ліворуч на синьому тлі — три срібні п'ятикутні зірки, 2.1» .
Прапор і герб ідентичні. Хвилястий пояс розташований на боці древка прапора, а на гербі — на геральдичному правому. Зірки спрямовані променем вгору
.
Прапор також випускається у вигляді  орифлами, або з хвостом, або з плоскою основою. Прапор-орифлама кантонів, що повторює кантональний прапор у верхній частині та кантональні кольори в нижній частині, називається «повним» прапором.

## Історія

Старий прапор Аргау (1803-1930)

Після введення Акту про медіацію в 1803 році шість новостворених кантонів, а саме Санкт-Галлен, Граубюнден, Ааргау, Тургау, Тічино та Во, попросили запровадити власний кантональний герб. 20 квітня 1803 року Самуель Рінгір із Цофінгена, який сам був членом урядової комісії, подав проєкт уряду Ааргау відповідно до вказівок. За винятком кількох деталей, герб використовується і сьогодні.
Кількість променів або точок зірок не визначена, і в 19 столітті зірки зображалися як з п'ятьма, так і з шістьма променями. Розташування трьох зірок також не визначено. Залежно від призначення їхнє положення змінювалося від двох угорі, одного внизу (2,1), двох (геральдичних) праворуч, одного ліворуч (1,1,1) або в полюсній позиції, тобто всі в ряд один під одним.
Невизначеність у зображенні трьох зірок сприймалася як тривожна на початку 20 століття. У резолюції Урядової ради від 10 березня 1930 р. це було передбачено «заздалегідь для офіційного користування», і кантональні органи влади отримали вказівки щодо цього в циркулярі Державної канцелярії від 2 липня 1930 р., заснованому на експертному висновку. Доповідь ааргауського геральдіста Вальтера Мерца, у майбутньому три зірки будуть показані лише в геральдично правильному розташуванні (2.1) і як п’ятипроменеві.   Зображення річки в правому полі ніколи не було обов’язковим для використання, існували також зображення з чотирма або навіть п’ятьма  хвилястими лініями та двома гребенями хвилі, але єдине зображення з трьома хвилястими лініями та трьома гребенями хвилі стало звичайною практикою.
Значення герба більше не пояснювалося, коли він був введений у 1803 році. Однак наприкінці 19 століття з'явилися одностайні повідомлення про те, що праве чорне поле означає Бернський Ааргау, через який протікає Ааре, а три зірки в лівому полі означають три частини східного Ааргау.   Інші тлумачення, деякі з них популярні, з'явилися у 20 столітті. Серед іншого, зараз повідомляється, що три хвилясті лінії (в оригінальному гербі згадуються лише як «річка») означають три річки Ааре, Ліммат і Ройс, або три зірки для трьох конфесій: реформатська, католицька і єврейська, або чорний і синій кольори означають родючу землю і велику кількість води. 
Збереглися два військових прапори кантональних кольорів 1805 р.: прапор 2-го піхотного батальйону (чорно-синій полум'яний із суцільним білим хрестом і написом CANTON AARGAU) і кавалерійський штандарт (чорно-синій розквартирований із суцільним білим хрестом).  Використання герба кантону у вигляді прапора стало поширеним з часів державної виставки 1939 року.
Сучасний герб можна знайти на задніх номерних знаках транспортних засобів, зареєстрованих у кантоні Ааргау.

## Старі прапори
Цікаво відзначити інформацію на сайті FOTW, де повідомляється, що в регіоні було ще два прапори, розміри яких точно не відомі, і які були фактично цивільними прапорами або навіть урядовими прапорами, що використовувалися під час Гельветичної республіки протягом кількох днів у 1798 році:

Прапор з березня 1798 року по 25 березня 1798 року
Прапор з 26 березня 1798 року по 12 квітня 1798 року

Історія зафіксує, що без жодного зв'язку між двома регіонами, Лівія використовувала ті самі прапори: другий раз між 1969 і 1972 роками, перший — між 1977 і 2011 роками.

## Регіональні герби
Більша частина території сучасного кантону Ааргау була підпорядкована Конфедерації з 1415 по 1798 рік. У той час як Берн керував західною частиною одноосібно, схід був поділений на два спільних домініони, якими по черзі керували кілька з восьми старих міст. Фрікталь на північному заході, своєю чергою, залишався частиною Передньої Австрії до 1799 року.

Бернський Ааргау
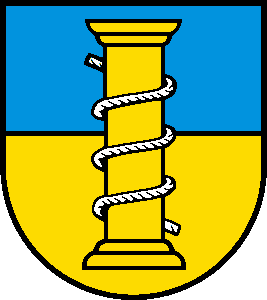
Freie Ämter
Графство Баден
Кантон Фрікталь

Місто Берн домінувало над так званим бернським Ааргау на заході (райони Аарау, Бругг, Кульм, Ленцбург і Цофінген). Бернський ведмідь, що піднімається, залишився об’єднуючим символом навіть після заснування кантону, його все ще можна побачити на багатьох історичних будівлях, таких як: колишня резиденція бернських приставів.
Герб «Freie Ämter (буквально «вільні бейлівіки» німецькою мовою)» (округ Мурі та район Бремгартен на захід від Ройса) (сьогодні Freiamt) на південному сході сходить до жовто-блакитного прапора, яким папа Юлій II нагородив полк Freie Ämter 1512 під час італійських воєн. Герб вперше з'явився на прикордонних каменях, які були встановлені на кордоні з Бернським Ааргау в 1598 році і показує золоту тортурну колону, обмотану срібною мотузкою. Є два варіанти, які однаково співіснують: один із синьо-жовтим розділеним полем й інший із нерозділеним синім полем.
Графство Баден (райони Баден і Цурцах, а також територія району Бремгартен на схід від Ройса) на північному сході використовувало герб міста Баден. Він показує чорну жердину під червоним щитом на білому тлі, і вперше згадується в документі в 1381 році. Перше зображення у вигляді герба було відлито в чавуні в 1441 році і розміщено над воротами міської вежі.
Недовго проіснувавши кантон Фрікталь (райони Лауфенбург і Рейнфельден) використовував герб як свій офіційний мотив печатки в 1802 і 1803 роках, який показує зелений лист липи на білому полі. Це сходить до печатки бейлівіка Гомбурга в регіоні Фрік 1530 року. Герб не лише представляє Фрікталь загалом, але також використовувався муніципалітетом Шупфарта з 1872 року (також муніципалітетом Фріка до 1931 року).

## Галерея

Повний прапор Ааргау
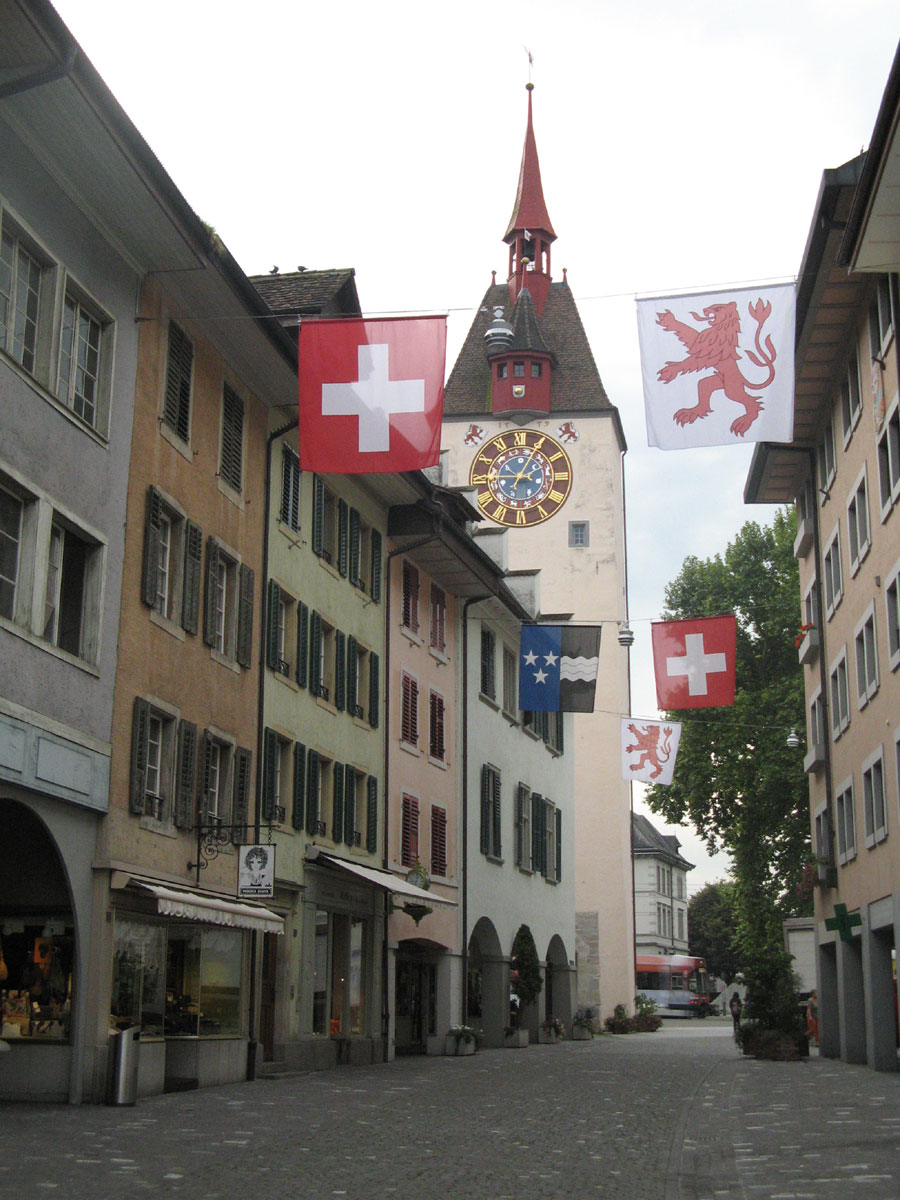
Прапор Ааргау ву Бремгартені
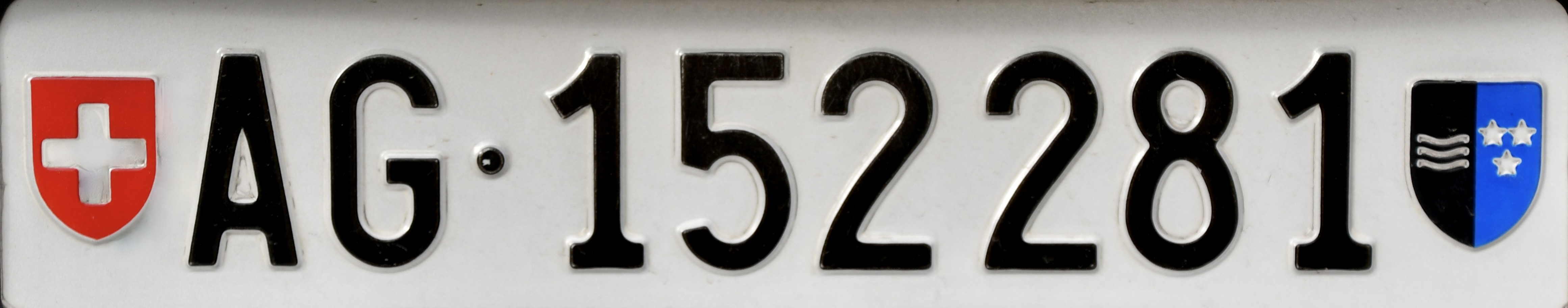
Задній номерний знак Ааргау
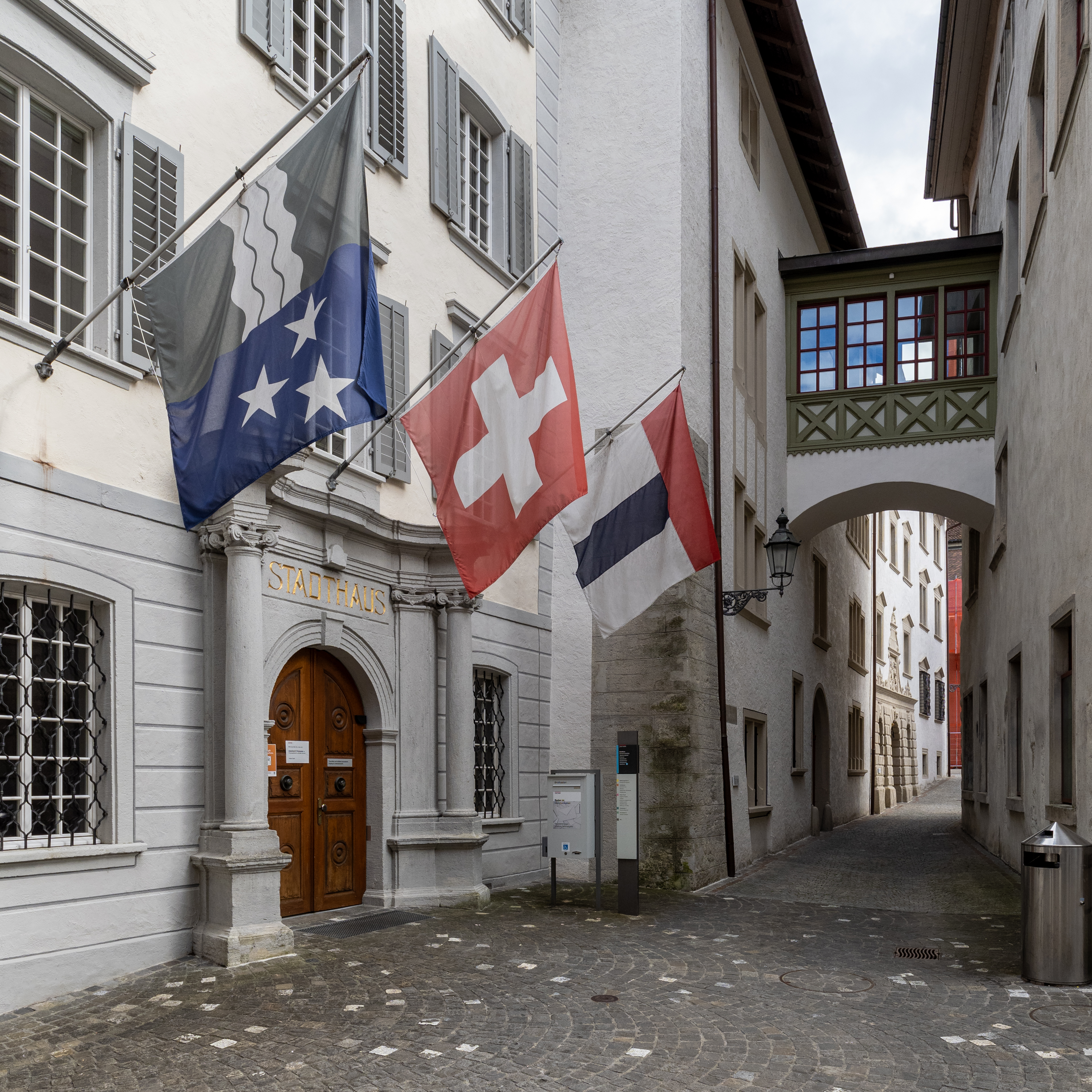
Баден (Ааргау): ратуша, прикрашена прапорами, за нею ратуша та міська канцелярія; праворуч — Амтсхаус (адміністративна будівля), з'єднана з ратушею переходом.
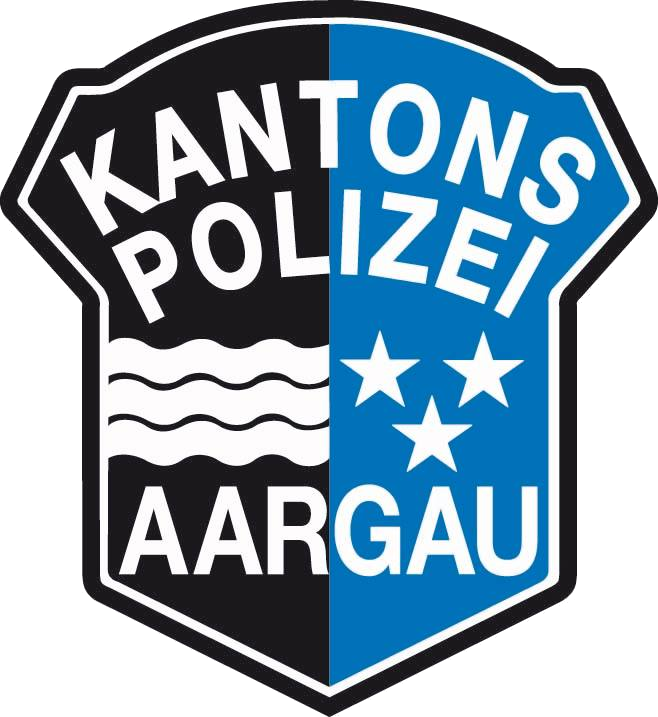
Логотип кантональної поліції Ааргау
Логотип кантону Ааргау